# Окава (село)
Окава (яп. 大川村 О:кава-мура) — село в Японии, находящееся в уезде Тоса префектуры Коти. Площадь села составляет 95,28 км², население — 368 человек (1 августа 2014), плотность населения — 3,86 чел./км².

## Географическое положение
Село расположено на острове Сикоку в префектуре Коти региона Сикоку. С ним граничат города Ниихама, Сикокутюо и посёлки Тоса, Ино.

## Население
Население села составляет 368 человек (1 августа 2014), а плотность — 3,86 чел./км². Изменение численности населения с 1980 по 2005 годы:
| 1980 | 906 чел. |  |
| 1985 | 751 чел. |  |
| 1990 | 758 чел. |  |
| 1995 | 680 чел. |  |
| 2000 | 569 чел. |  |
| 2005 | 538 чел. |  |

## Символика
Деревом села считается сосна, цветком — Hymenanthes, птицей — Cettia diphone.